# Palatul Pensionarilor din Târgu Mureș
Palatul Pensionarilor (în maghiară Nyugdíjpalota) este un monument istoric aflat pe teritoriul municipiului Târgu Mureș construit inițial pentru funcționarii publici pensionați.

## Istoric
Clădirea a fost construită în 1909 pe strada Ferenc József (azi George Enescu) după planurile arhitectului șef al orașului liber regesc, Sándor Radó, în stil secession.

## Imagini

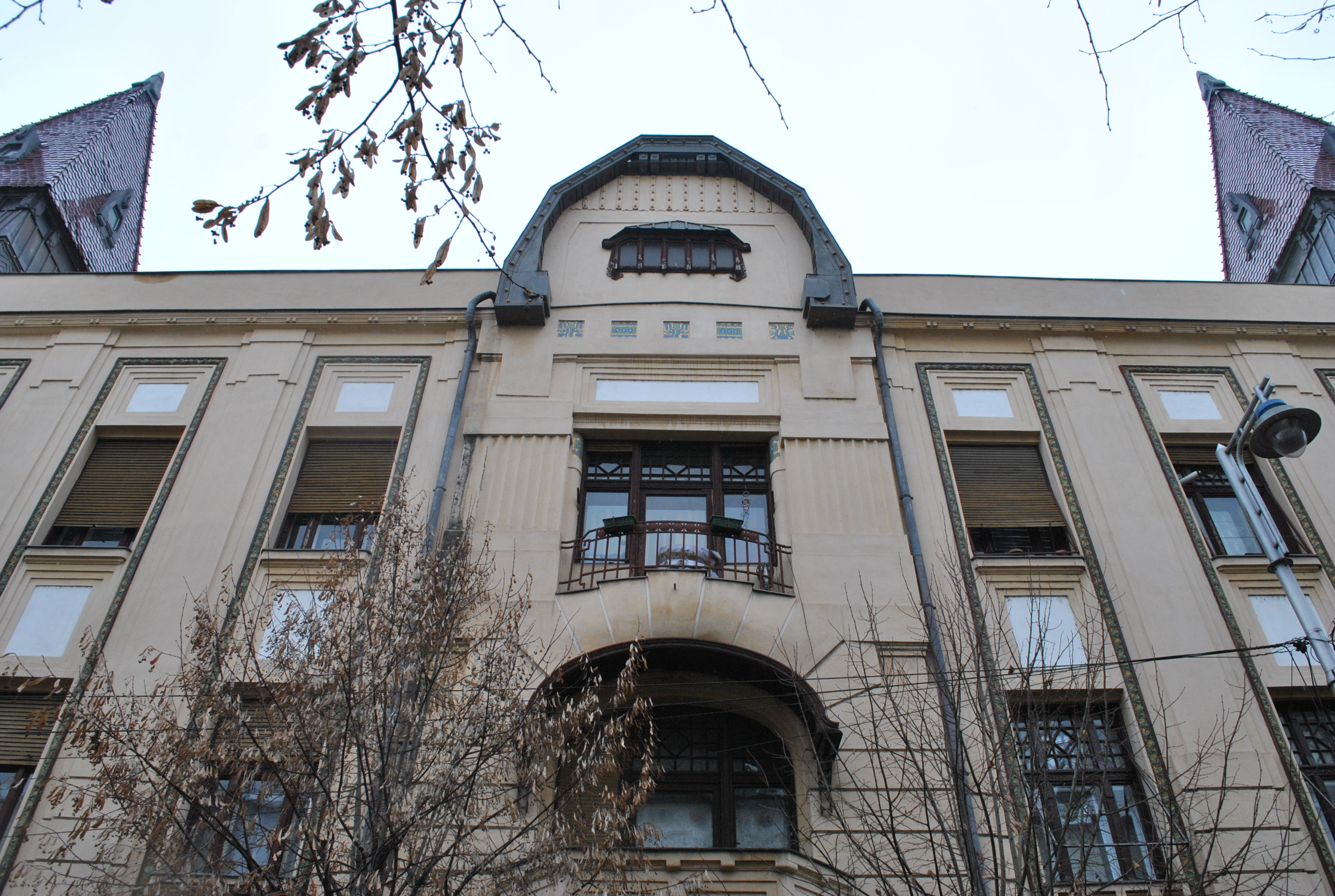
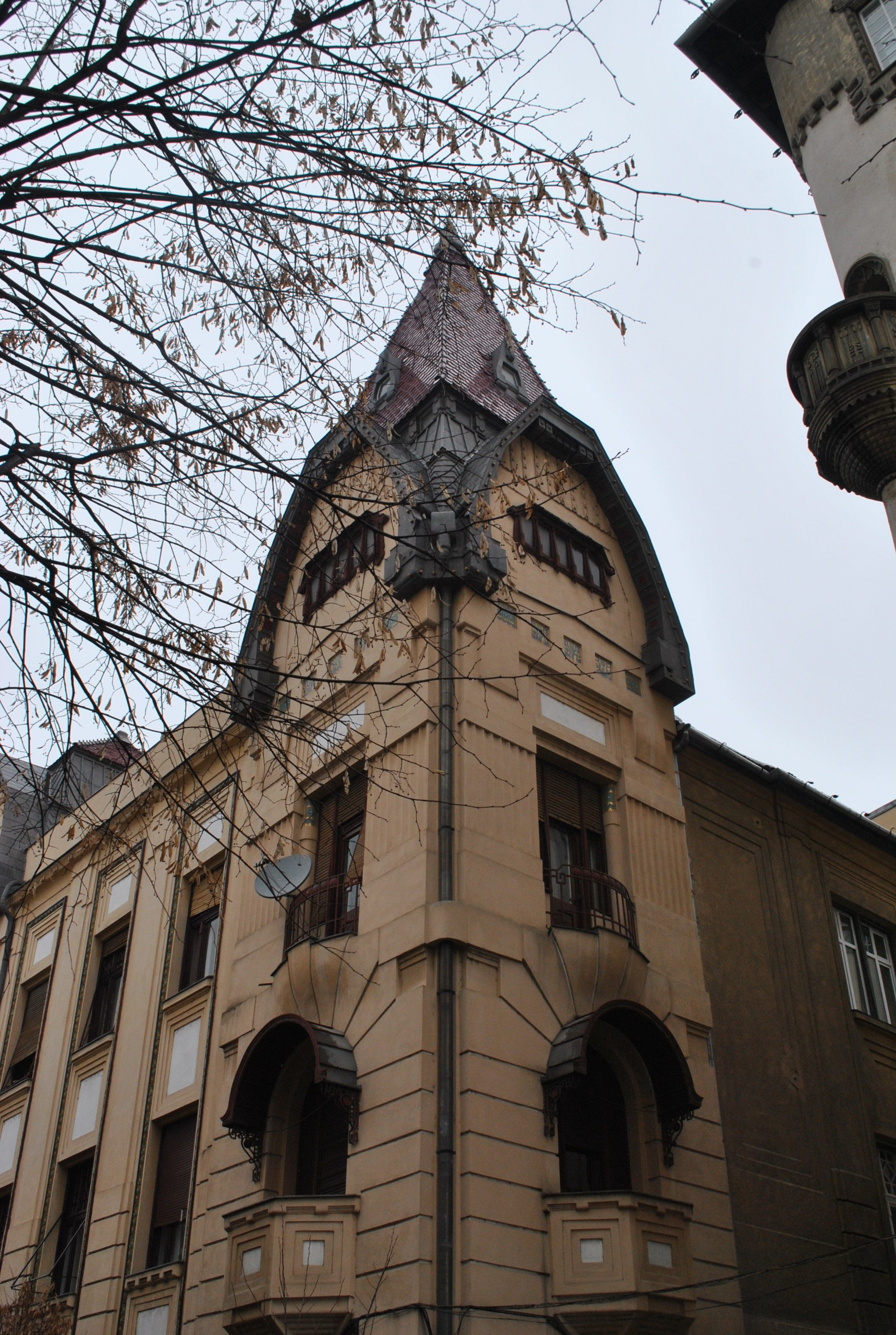
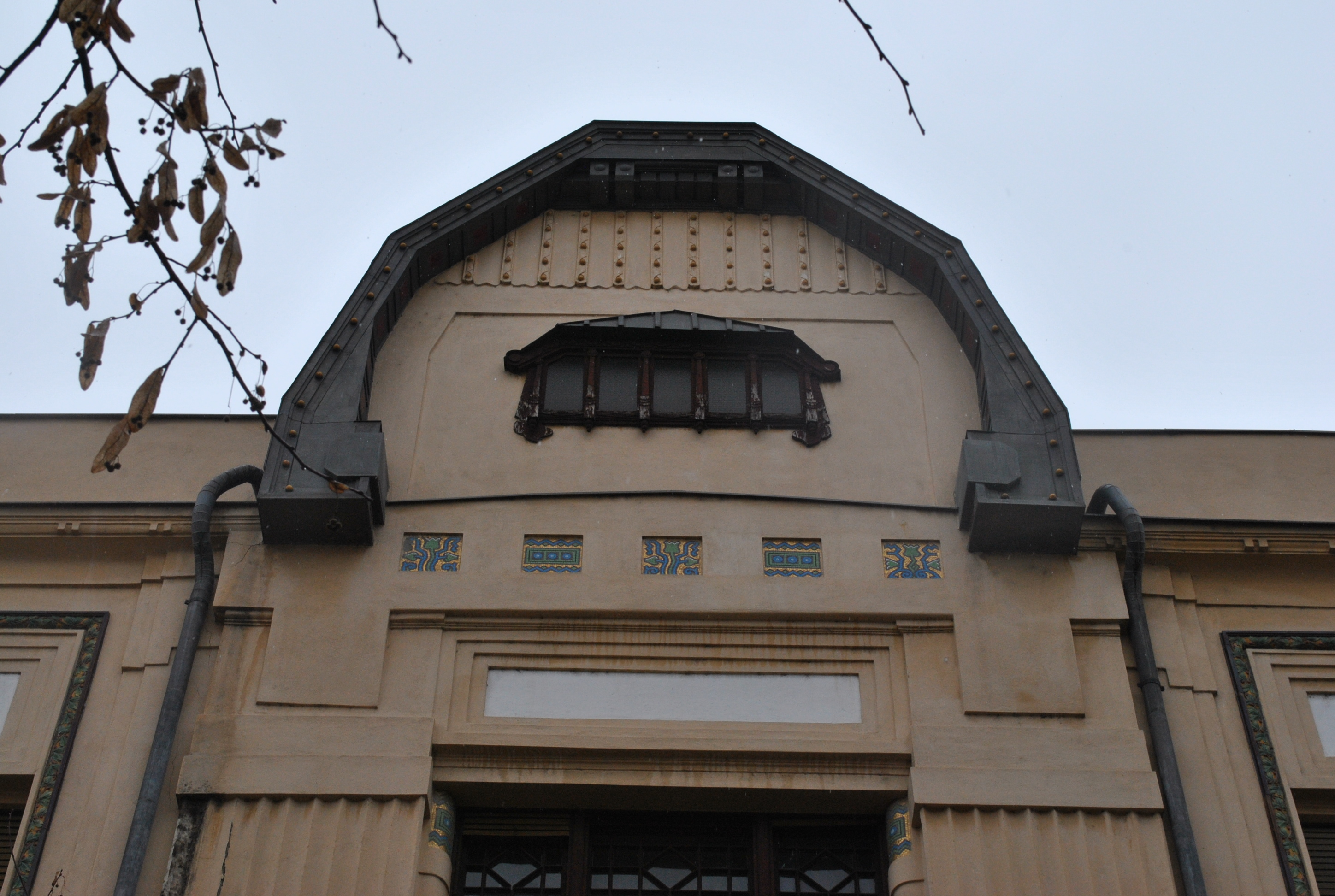
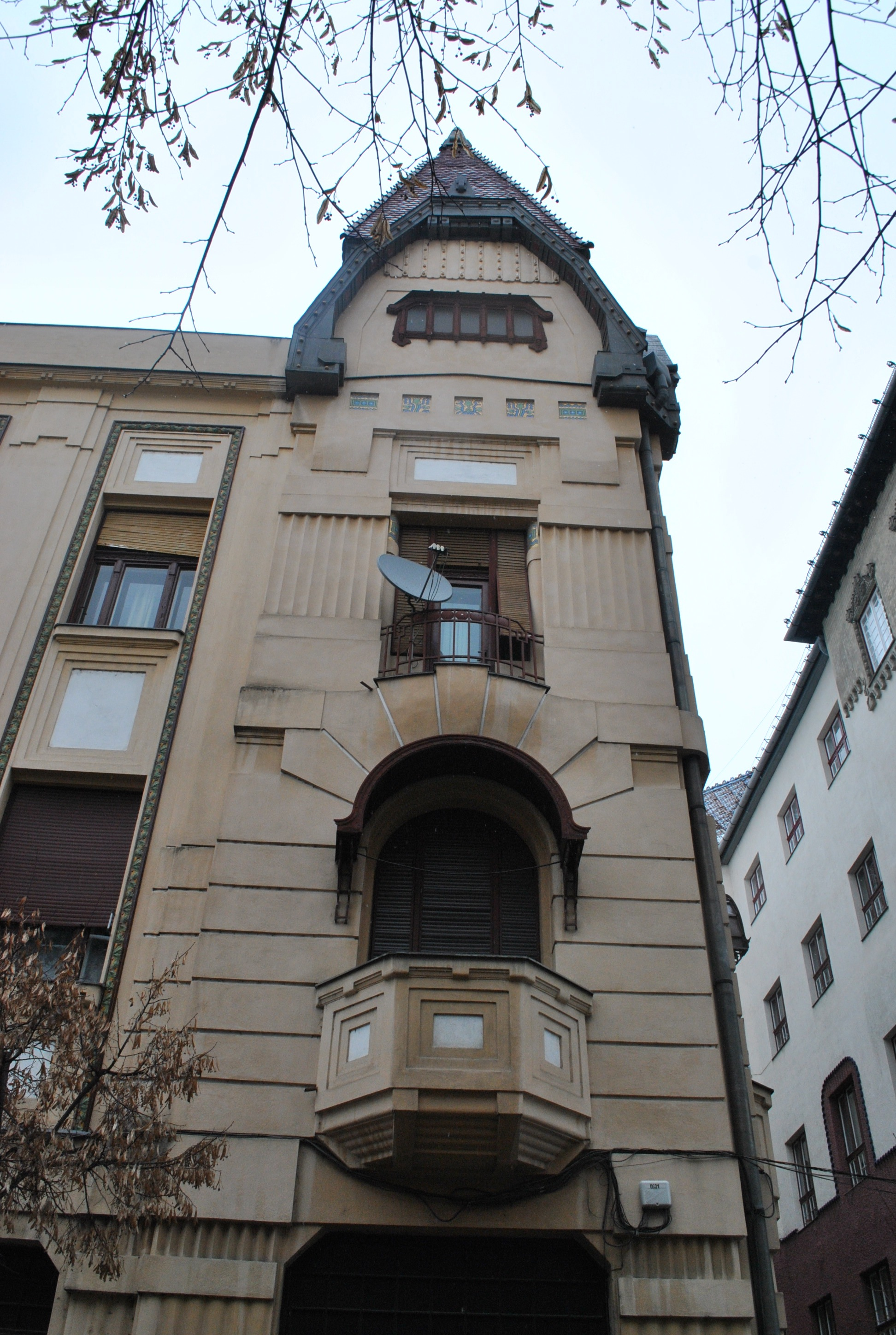